# Sex ve městě 2
Sex ve městě 2 je americká romantická komedie z roku 2010 navazující na první díl filmu Sex ve městě a seriál stanice HBO. Vypráví o čtveřici nerozlučných kamarádek, milujících značkovou módu, život v přepychu i rušný městský život. Děj se odehrává z části na newyorském Manhattanu, druhá polovina filmu byla natočena v exotickém Abú Dhabí.

## Děj
Čtyři skvělé kamarádky vyrazí na dámskou jízdu do arabského Abú Dhabí. Užívají si luxusního hotelového komplexu, nádherného prostředí, skvělého počasí a naprosto všechno jim připadá perfektní, až do doby, kdy hlavní hrdinka Carrie Bradshaw v obsazení Sarah Jessicou Parker potká svoji dávnou lásku; i přesto, že je šťastně vdaná, neodolá kouzlu romantického nočního Abú Dhabí a políbí ho. Tímto okamžikem dámská jízda nabere jiných rozměrů. Po značně nepříjemném incidentu Samanthy Jones, kterou ztvárnila Kim Cattrall, byly kamarádky nuceny opustit překrásný hotel, vzápětí jim zrádná exotická země na cestě zpět přichystala několik dalších překážek, ale nebyl by to americký film, kdyby neskončil happyendem.

## Obsazení

### Hlavní postavy
- Sarah Jessica Parker jako Carrie Bradshaw
- Kim Cattrall jako Samantha Jones
- Kristin Davis jako Charlotte Goldenblatt
- Cynthia Nixonová jako Miranda Hobbes

### Další postavy
- Chris Noth
- Willie Garson
- David Eigenberg
- Evan Handler
- Jason Lewis
- Mario Cantone
- Liza Minnelliová
- Omid Djalili
- Alice Eve
- Penélope Cruzová
- Miley Cyrusová
- Max Ryan
- Waleed Zuaiter
- Natalie Gal
- Art Malik
- Raza Jaffrey
- John Corbett
- George Aloi
- Ron White
- Kevin Brow
- Michael T. Weiss